# Bernhard C. Striebel
Bernhard C. Striebel (* 1953 in Laichingen, Baden-Württemberg) ist ein Berliner Konzept- und Installationskünstler.

## Leben
Striebel studierte Freie Kunst an der Staatlichen Akademie der Bildenden Künste Stuttgart sowie an der HfbK Hamburg. Am Institut für Kunst im Kontext der Universität der Künste Berlin absolvierte er zusätzlich ein Masterstudium. Er erhielt einige Stipendien und Förderungen – z. B. von der Karl-Schmidt-Rottluff-Stiftung.
Einem größeren Publikum wurde er bekannt durch die Arbeit Ortsnamen auf dem Kemper Platz Berlin (dem heutigen Areal des Sony Centers). Die Arbeit entstand im Rahmen des NGBK Projekts „Vom alten Westen zum Kulturforum / Künstler auf einer Geschichtsdeponie“.
Striebel lebt und arbeitet seit 1983 in Berlin.

## Ausstellungen
Auswahl von Einzelausstellungen:
- 2023: Stiftung für Konkrete Kunst Roland Phleps, Freiburg
- 2023: Zentrum für Aktuelle Kunst, Spandau
- 2014: Verein für aktuelle Kunst / Ruhrgebiet e.V. – Oberhausen
- 2006: Mannheimer Kunstverein, Mannheim
- 2004: Mies van der Rohe Haus, BerlinGelb und Gelb (2004), Rauminstallation im Mies van der Rohe Haus, Berlin.

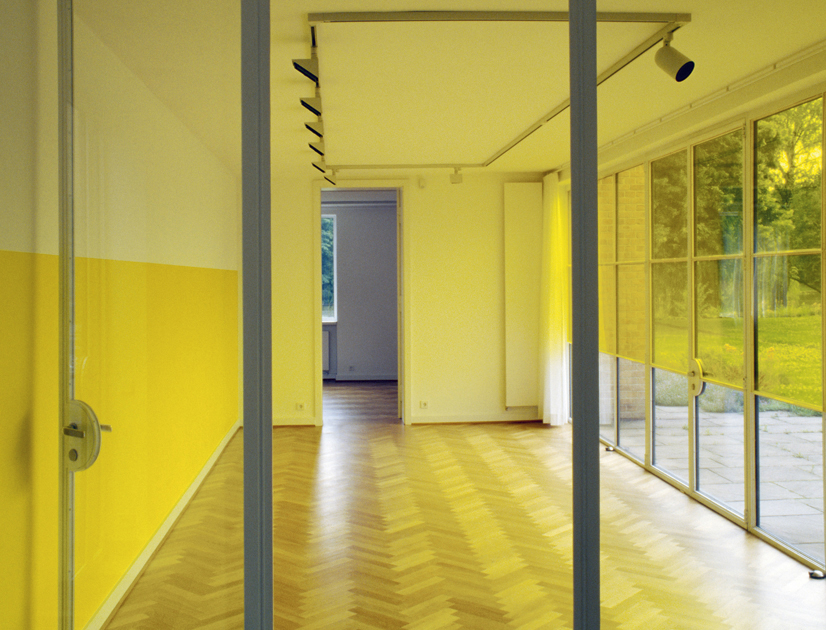
Gelb und Gelb (2004), Rauminstallation im Mies van der Rohe Haus, Berlin.

## Werke/Schriften
Auswahl von Einzelkatalogen:
- Farbinstallationen, Edition Monhardt, 1982–2018
- Im Licht Im Bild, Edition Monhardt, herausgegeben vom Verein für aktuelle Kunst/Ruhrgebiet – Oberhausen, 2016
- Bernhard C. Striebel, Häusser Media Darmstadt, 2009

Einige Künstlerbücher befinden sich in der Sammlung Neue Buchkunst Staatliche Museen Preußischer Kulturbesitz.